# 埼玉県道316号阿佐間幸手線

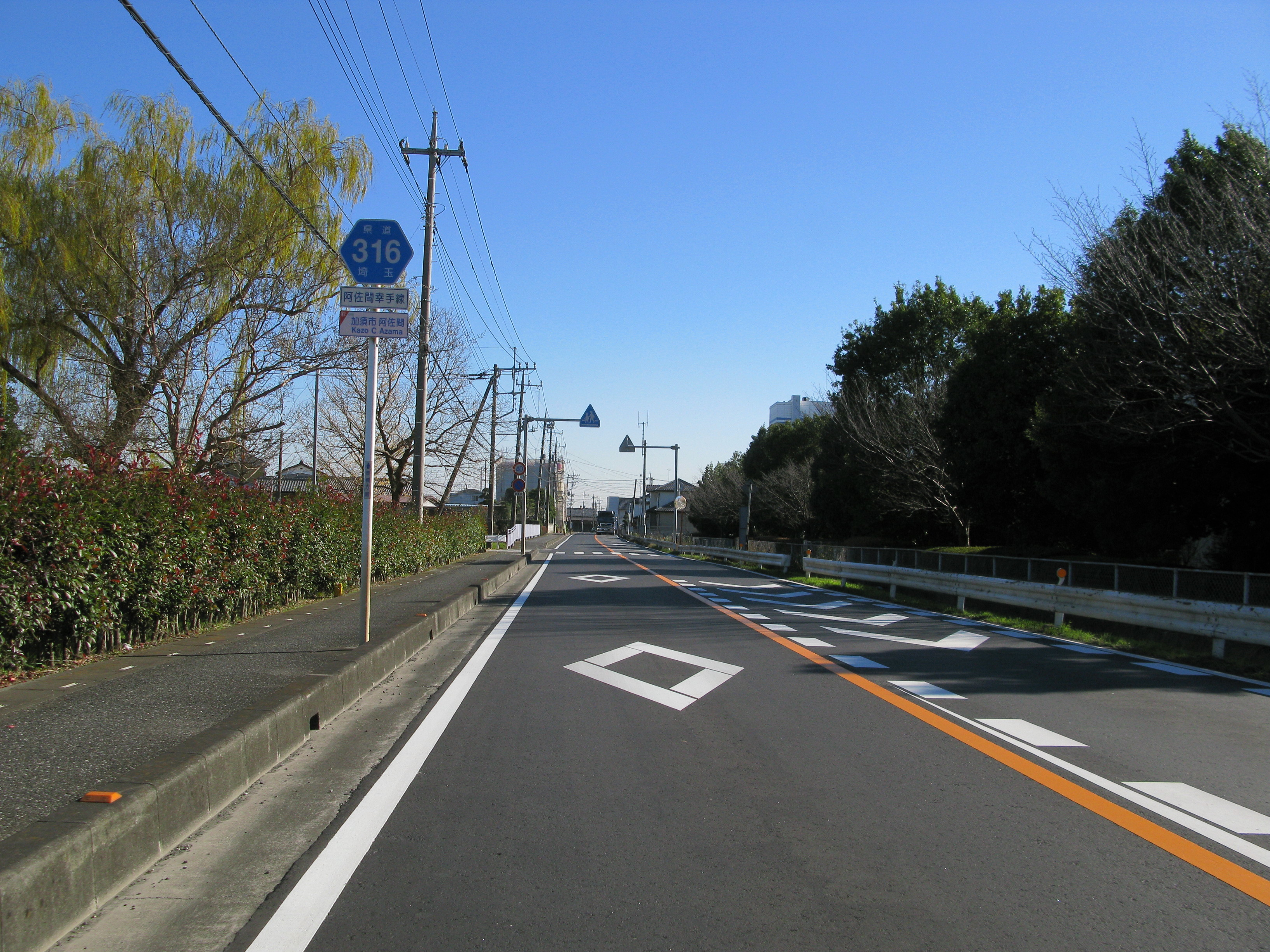
加須市阿佐間付近

埼玉県道316号阿佐間幸手線（さいたまけんどう316ごう あざまさってせん）は、埼玉県加須市と幸手市を結ぶ一般県道。

## 概要
- 起点：加須市阿佐間（阿佐間交差点、埼玉県道346号砂原北大桑線交点）
- 終点：幸手市千塚（埼玉県道152号加須幸手線交点）

全線対面2車線であるが、国道125号の北側に一部道路幅が狭い箇所がある。
久喜市内は一部区間が国道125号のバイパスである栗橋大利根バイパスが開通したのに合わせて、国道125号現道との交差点である「佐間西交差点」付近は4車線化改良され、加須・久喜市境付近まで重複区間となっている。

## 通過する自治体
- 加須市
- 久喜市
- 幸手市

## 交差する道路
- 埼玉県道346号砂原北大桑線 - 加須市阿佐間（阿佐間交差点、起点）
- 国道125号（栗橋大利根バイパス） - 久喜市高柳（高柳北交差点）※重複
- 国道125号・埼玉県道3号さいたま栗橋線 - 久喜市佐間（佐間西交差点）
- 埼玉県道152号加須幸手線バイパス - 幸手市松石（松石交差点）
- 埼玉県道152号加須幸手線 - 幸手市千塚（終点）

## 交差する鉄道・河川
- 東北本線（宇都宮線） - 跨線橋
- 東北新幹線 - 新幹線側が高架
- 中川

## 周辺の施設
- 久喜市立栗橋西小学校
- 豊野台テクノタウン

## ギャラリー

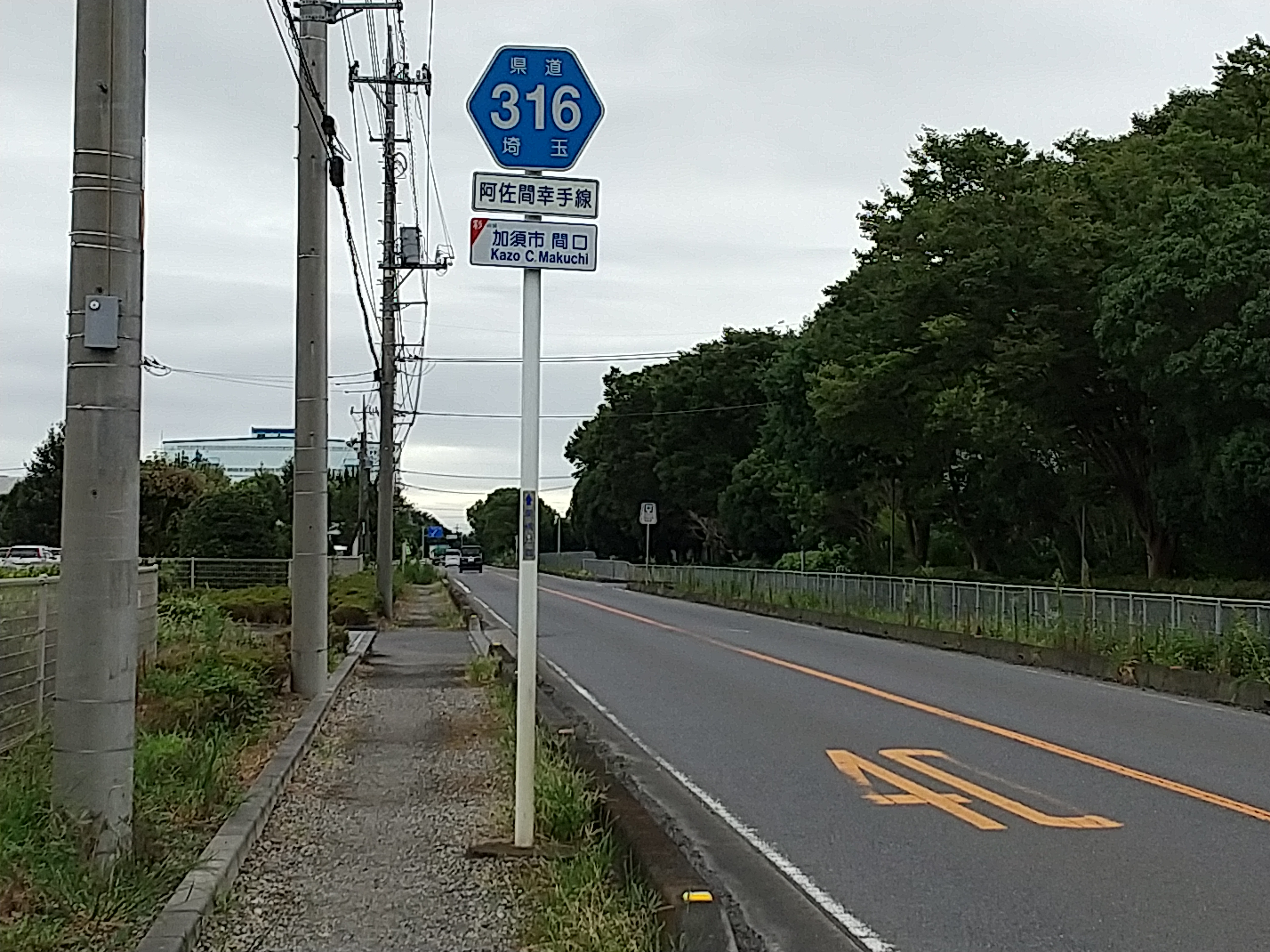
加須市間口付近
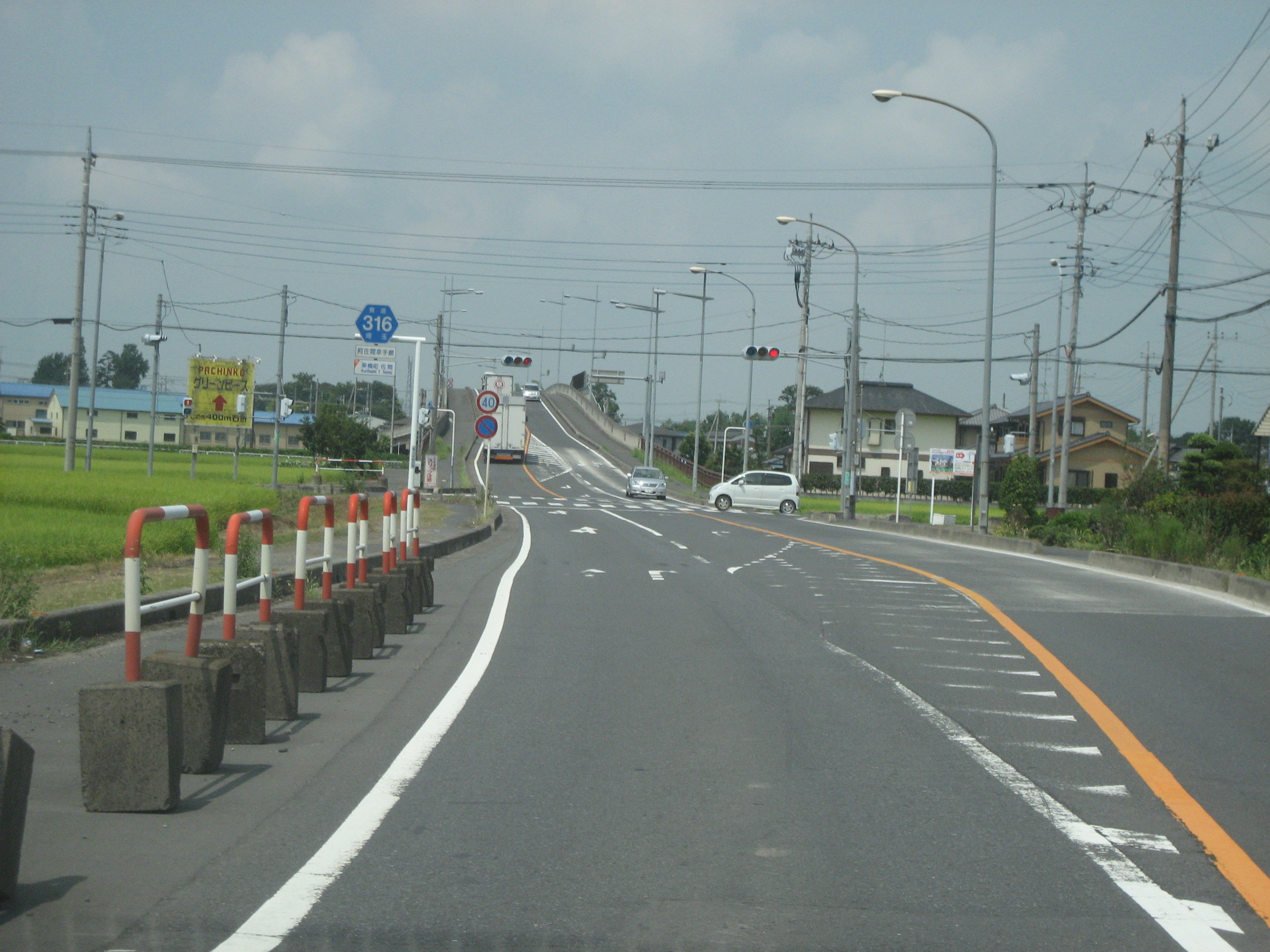
久喜市佐間付近